# Eggert Andersen Ulfeldt
Eggert Andersen Ulfeldt til Kragerup (født ca. 1442 i Svendborg, død ca. 1505) var en dansk adelig.
Han var søn af Anders Eriksen Ulfeldt til Kogsbølle og Mette Schwerin. Han var gift med Karine Pedersdatter Væbner og fik børnene Beate og Claus.
Som lensmand boede han 1482-1504 i Elmelunde på Møn.